# 周永吉住宅
周永吉住宅又名周家住宅，位于中国辽宁省葫芦岛兴城市古城内南二街（延辉门里西胡同），南临城墙，并靠近古城南门延辉门。该建筑建于1934年，分为前后两进院落，中轴线上依次为门房、垂花门和正房，其中门房六间、正房七间，正房带有前廊，两侧配以厢房各三间，均为具有辽西地区特色的囤顶式建筑。
建筑原主人周永吉为城内亦农亦商的富户，在官场亦有一定地位，1947年迁居北京，其后身世不详。1949年后建筑被收归国有，并被多家政府部门占用改造，2004年在“欧盟援助亚洲城市项目”的资助下修缮，现已基本恢复原貌，并作为小型的民俗博物馆对外开放。